# Schwedische Linke
Die Schwedische Linke (schwedisch: Svensk Vänster, SV; finnisch: Ruotsalainen Vasemmisto, RV), auch Schwedische Partei der Freisinnigen (schwedisch: Svenska Frisinnade Partiet; finnisch: Ruotsalainen Vapaamielinen Puolue) war eine Partei der finnlandschwedischen Minderheit in Finnland, die von 1919 bis 1951 bestand.
Die finnlandschwedische linke Bewegung entstand nach der Unabhängigkeit Finnlands 1917 zunächst als eine Republik befürwortende innerparteiliche Minderheit innerhalb der Schwedischen Volkspartei, die mehrheitlich eine Monarchie befürwortete. Um 1930 bildete die Schwedische Linke schließlich eine eigene Partei und erreichte bei den Parlamentswahlen 1930 einen Sitz. Danach wurde erst 1945 mit Maximilian Sergelius wieder ein Mitglied der Partei in das finnische Parlament gewählt.
1951 ging die Schwedische Linke wieder in ihrer Mutterpartei auf.

## Wahlergebnisse

### Parlamentswahlen
| Jahr | Abgeordnete | Stimmen | Prozent |
| ---- | ----------- | ------- | ------- |
| 1930 | 1           | 9 226   | 0,82 %  |
| 1939 | 0           | 5 980   | 0,46 %  |
| 1945 | 1           | 8 192   | 0,48 %  |
| 1951 | 0           | 1 195   | 0,07 %  |

### Präsidentschaftswahlen
| Jahr | Kandidat                             | Stimmen | Prozent | Wahlmänner |
| ---- | ------------------------------------ | ------- | ------- | ---------- |
| 1937 | Unterstützung Kaarlo Juho Ståhlbergs | 10 743  | 0,97 %  | 2          |
| 1950 | Unterstützung Juho Kusti Paasikivis  | 2 109   | 0,13 %  | 1          |